# Siecień-Rumunki
Siecień-Rumunki – wieś sołecka w Polsce położona w województwie mazowieckim, w powiecie płockim, w gminie Brudzeń Duży.
W latach 1975–1998 miejscowość położona była w województwie płockim.

## Położenie
Wieś położona jest w pobliżu Wisły, ok. 15 km na zachód od Płocka, graniczy z Siecieniem oraz Gorzechowem. Miejscowość znajduje się na historycznej ziemi dobrzyńskiej.

## Transport
Przez centrum miejscowości przebiega droga powiatowa łącząca Siecień ze Strupczewem